# Strachină
Strachina este un vas de lut ars, adâncit ușor, care se întrebuințează în loc de farfurie. Este cea mai răspândită formă de vas din ceramica românească și se realizează în toate centrele de olari din țară. 
Are dimensiuni variate de la 15 la 30 cm diametru. După felul curburii și îmbinării părții superioare cu cea inferioară, ilustrează atât influența orientală, cât și tradiția preistorică La Tène, adică cea de a doua perioadă a epocii fierului pe teritoriul celor mai multe state europene, cuprinsă între secolul al V-lea î.Hr. și secolul I numită astfel după localitatea La Tène, de pe malul lacului Neuchâtel din Elveția, unde a fost descoperită o așezare caracteristică acestei epoci. Decorația străchinii, fie că este smălțuită sau nesmălțuită, este foarte variată, dar mai mult este folosită ornamentația geometrică.

## Legături externe
- Strachina de lut - probr.ro, autor: Aurelian Sabinus Ilinoiu, publicat pe 11 iulie 2014